# Grammy Awards 1959
Die Grammy Awards 1959 waren die erste Vergabe des US-amerikanischen Musikpreises Grammy, mit dem das musikalische Schaffen des Vorjahres gewürdigt werden sollte. Die Verleihung fand am 4. Mai 1959 simultan im Beverly Hilton Hotel in Beverly Hills (Kalifornien) und in New York City statt.
In den 13 Kategorien von Pop bis Klassik und von Produktion bis Komposition wurden insgesamt 28 Preisträger ausgezeichnet.

## Hauptkategorien
Single des Jahres (Record of the Year):
- Nel blu dipinto di blu von Domenico Modugno

Album des Jahres (Album of the Year):
- The Music from Peter Gunn von Henry Mancini

Song des Jahres (Song of the Year):
- Nel blu dipinto di blu von Domenico Modugno (Autoren: Domenico Modugno, Franco Migliacci)

## Pop
Beste weibliche Gesangsdarbietung (Best Vocal Performance, Female):
- Ella Fitzgerald Sings the Irving Berlin Songbook von Ella Fitzgerald

Beste männliche Gesangsdarbietung (Best Vocal Performance, Male):
- Catch a Falling Star von Perry Como

Beste Darbietung einer Gesangsgruppe oder eines Chors (Best Performance By A Vocal Group Or Chorus):
- That Old Black Magic von Keely Smith & Louis Prima

Beste Darbietung einer Tanzband (Best Performance By A Dance Band):
- Basie von Count Basie

Beste Darbietung eines Orchesters (Best Performance By An Orchestra):
- Billy May's Big Fat Brass von Billy May

## Rhythm & Blues
Beste R&B-Darbietung (Best Rhythm & Blues Performance):
- Tequila von den Champs

## Country
Beste Country-und-Western-Darbietung (Best Country & Western Performance):
- Tom Dooley vom Kingston Trio

## Jazz
Beste Jazzdarbietung, Einzelinterpret (Best Jazz Performance, Individual):
- Ella Fitzgerald Sings the Duke Ellington Songbook von Ella Fitzgerald

Beste Jazzdarbietung, Gruppe (Best Jazz Performance, Group):
- Basie von Count Basie

## Für Kinder
Beste Aufnahme für Kinder (Best Recording For Children):
- The Chipmunk Song (Christmas Don't Be Late) von Alvin & The Chipmunks

## Sprache
Beste Darbietung Dokumentation oder Wort (Best Performance, Documentary Or Spoken Word):
- The Best Of The Stan Freberg Shows von Stan Freberg

## Comedy
Beste Comedy-Darbietung (Best Comedy Performance):
- The Chipmunk Song (Christmas Don't Be Late) von Alvin & The Chipmunks

## Musical Show
Bestes Album von Originaldarstellern (Broadway oder TV) (Best Original Cast Album, Broadway Or TV):
- The Music Man mit Robert Preston, Barbara Cook, David Burns, Eddie Hodges u. a. (Komponist: Meredith Willson)

Bestes Soundtrack-Album, Schauspielverfilmung oder Originaldarsteller (Best Sound Track Album, Dramatic Picture Score Or Original Cast)
- Gigi (Original Motion Picture Soundtrack) (Musikalischer Leiter: André Previn)

## Komposition / Arrangement
Beste musikalische Komposition, die erstmals 1958 aufgenommen und veröffentlicht wurde (Dauer über fünf Minuten) (Best Musical Composition First Recorded And Released In 1958, Over 5 Minutes Duration):
- Cross Country Suite, Komponist Nelson Riddle

Bestes Arrangement (Best Arrangement):
- The Music From Peter Gunn von Henry Mancini

## Packages und Album-Begleittexte
Beste Albumcover-Fotografie (Best Album Cover Photography):
- Only the Lonely von Frank Sinatra

## Produktion und Technik
Beste technische Aufnahme, ohne klassische Musik (Best Engineered Record, Non-Classical):
- The Chipmunk Song (Christmas Don't Be Late) von Alvin & The Chipmunks

Beste technische Aufnahme, klassische Musik (Best Engineered Record, Classical):
- Duets With a Spanish Guitar von Laurindo Almeida & Salli Terri

## Klassische Musik
Beste klassische Orchesterdarbietung (Best Classical Performance – Orchestra):
- Gaieté Parisienne vom Hollywood Bowl Orchestra unter Leitung von Felix Slatkin

Beste klassische Darbietung – Oper oder Chor (Best Classical Performance – Operatic Or Choral):
- Virtuoso vom Roger Wagner Chorale

Beste klassische Instrumental-Darbietung – mit konzertgemäßer Begleitung (Best Classical Performance – Instrumentalist With Concerto Scale Accompaniment):
- Tschaikowski: „Klavierkonzert Nr. 1 in b-Moll“ von Van Cliburn und dem Symphony of the Air Orchestra unter Leitung von Kiril Kondrashin

Beste klassische Instrumental-Darbietung – ohne konzertgemäße Begleitung (Best Classical Performance – Instrumentalist Other Than Concerto Scale Accompaniment):
- Segovia Golden Jubilee von Andrés Segovia

Beste Kammermusik-Darbietung (einschließlich Kammerorchester) (Best Classical Performance – Chamber Music Including Chamber Orchestra):
- Beethoven: „Streichquartett Nr. 13 op. 130 in B-Dur“ vom Hollywood String Quartet

Beste klassische Solo-Gesangsdarbietung (mit oder ohne Orchester) (Best Classical Performance – Vocal Soloist With Or Without Orchestra):
- Operatic Recital von Renata Tebaldi